# Transfobia

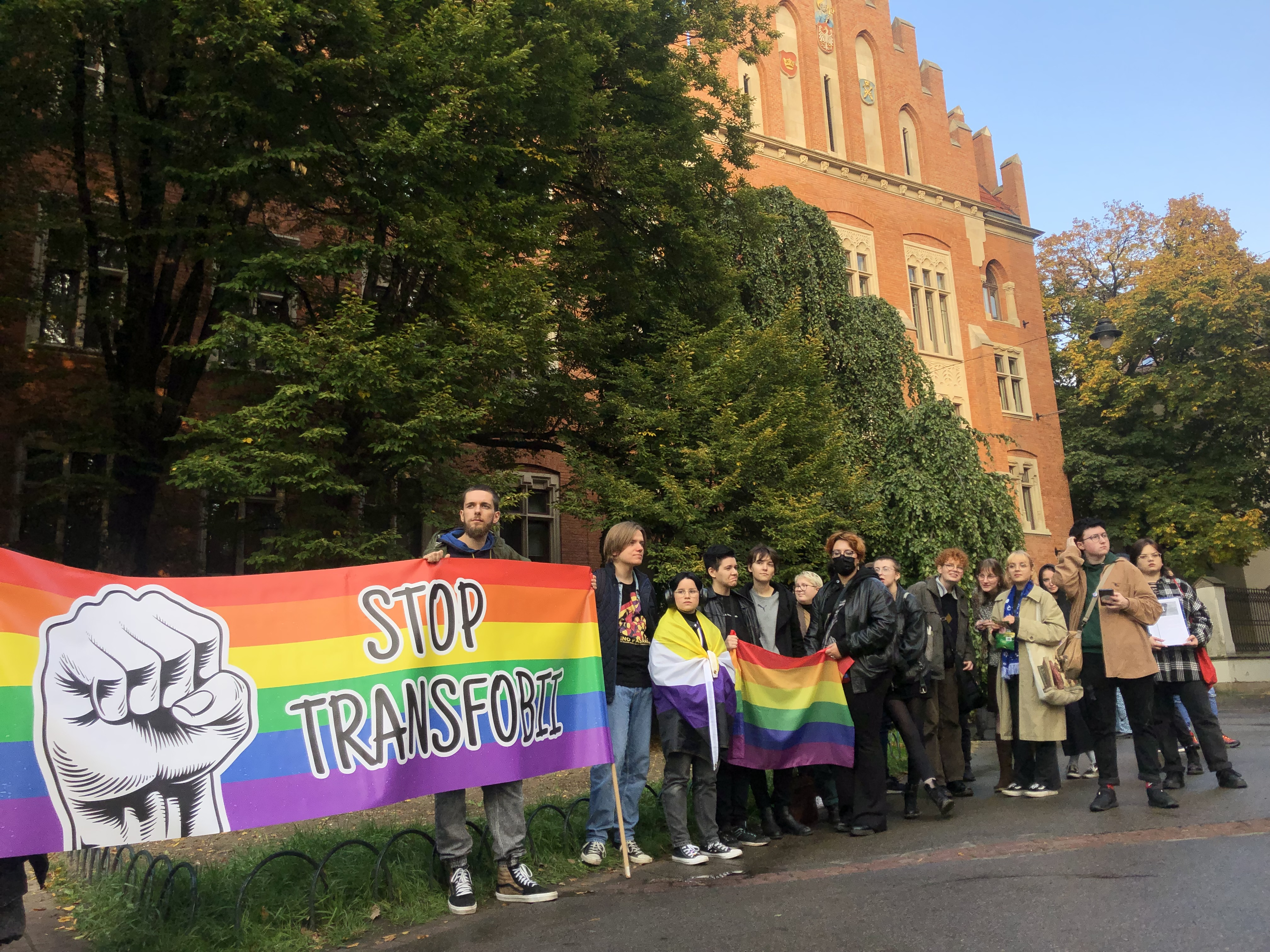
Protest przeciw transfobii pod Collegium Witkowskiego Uniwersytetu Jagiellońskiego

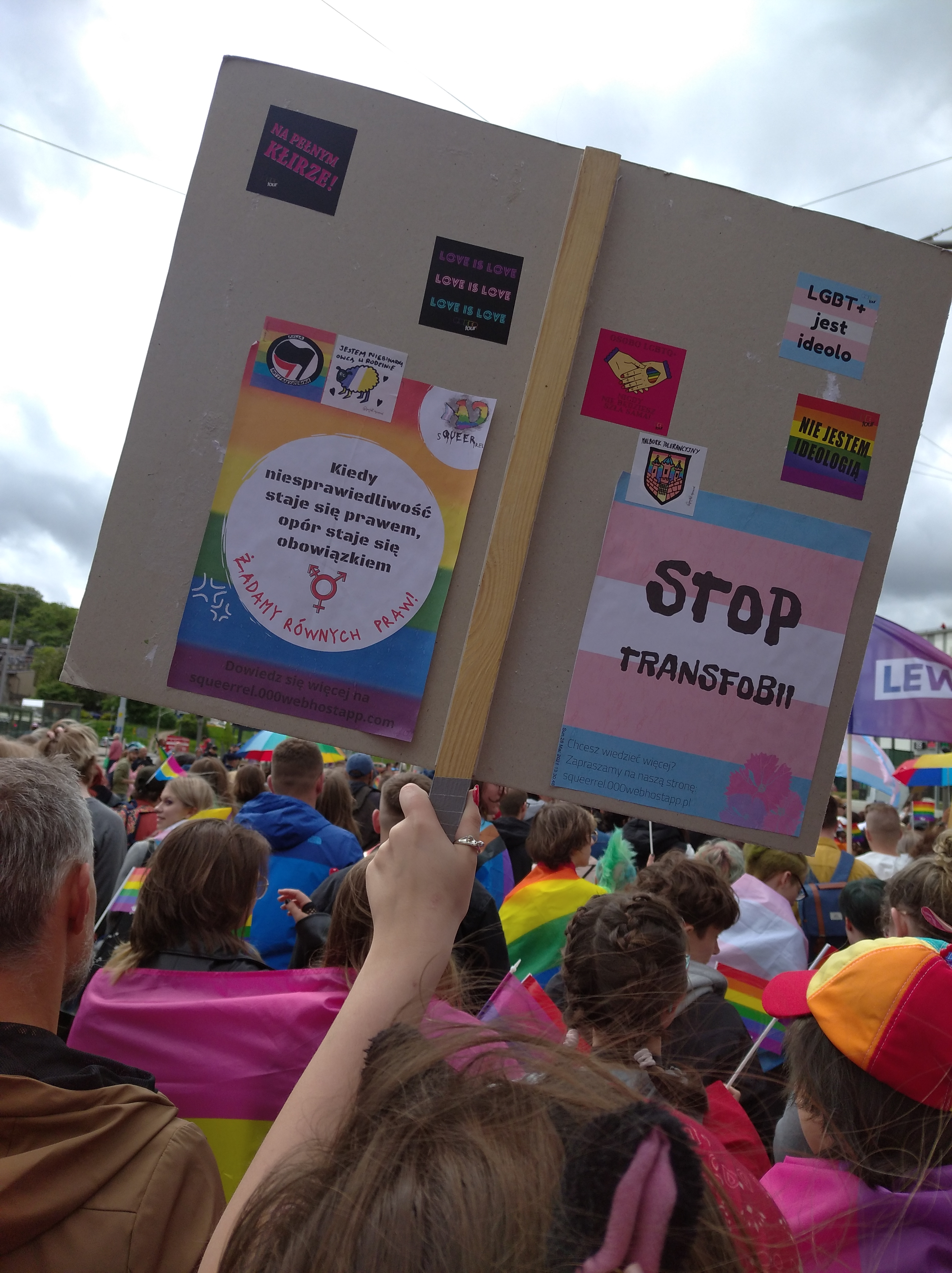
Hasło "stop transfobii" niesione w trakcie marszu równości w Gdańsku (2022).

Transfobia, rzadziej transuprzedzenie – negatywne uczucia i postawy, w tym działania, wobec transpłciowości. Transfobia może obejmować strach, niechęć, nienawiść, przemoc, gniew lub dyskomfort odczuwany, lub wyrażany wobec osób, które nie dostosowują się do społecznych norm dotyczących płci społeczno-kulturowej. Jest ona często wyrażana równolegle z poglądami homofobicznymi i z tego powodu jest często uważana za aspekt homofobii. Transfobia stanowi formę uprzedzenia i dyskryminacji, podobną do rasizmu i seksizmu.
Atak na osobę transpłciową to praktyka polegająca na wybraniu kogoś za cel ataku z powodu transpłciowości danej osoby i stanowi formę transfobii.
Środowiska LGBTI są zaangażowane w obronę praw osób transpłciowych i zwalczanie objawów transfobii.

## Etymologia
Słowo transfobia składa się z przedrostka trans- (z łaciny, „po przeciwnej stronie”, „po drugiej stronie”) występującego w słowie transpłciowość i słowa fobia (stgr. φόβος phóbos – strach). Transfobia, obok lesbofobii, bifobii i homofobii, należy do rodziny pojęć używanych w odniesieniu do nietolerancji i dyskryminacji osób LGBT.
Transfobia nie jest fobią w rozumieniu psychologii klinicznej (tzn. zaburzeniem lękowym). Znaczenie i zastosowanie tego pojęcia jest podobne do określenia ksenofobia. Słowa „transfobia” i „transfobiczny” zostały w 2013 roku dodane do Oxford English Dictionary.

## Przykłady
Istnieje wiele odnotowanych przykładów transfobii w różnych formach i przejawach w społeczeństwie. Niektóre przypadki wyraźnie zawierają przemoc i skrajnie złą wolę, zaś istotą innych jest niewiele więcej niż brak zrozumienia zjawiska, niekiedy połączony z podświadomymi uprzedzeniami, wynikłymi z przekonań religijnych lub społecznych.
Niektóre znane sprawy brutalnych przestępstw powiązanych z transfobią: Brandon Teena, Gwen Araujo, Fred Martinez, Nizah Morris i Lauren Harries i Adam Harries.  Dotykają one też osoby cispłciowe: Michelle Dionne Peacock i Collin Smith zostali zamordowani za rzekome bycie osobami transpłciwoymi, chociaż nimi nie byli.
Najbardziej drastycznym przypadkiem transfobii w Polsce było śmiertelne pobicie transwestyty w Łodzi w roku 2005. Jak podkreśliła sędzia, orzekając dla obu sprawców kary 6 lat pozbawienia wolności: „W tej sprawie nie zginąłby człowiek, gdyby nie był inny. Zginął tylko dlatego, że oskarżonym się nie podobał”.

### Transfobia w opiece zdrowotnej
Typowym przykładem jest sprawa Tyry Hunter. Hunter padła ofiarą wypadku samochodowego i gdy ekipa karetki pogotowia odkryła, że jest ona osobą transpłciową, odstąpiono od wykonywania czynności ratujących życie. Tyra Hunter zmarła następnie w szpitalu.
Osoby transpłciowe są w dużej mierze zależne od specjalistów z zakresu opieki zdrowotnej, nie tylko w zakresie terapii hormonalnej, ale także pod kątem opieki ogólnej. Często dostępność do odpowiedniej opieki medycznej może być dla osób transpłciowych utrudniona, gdyż transfobiczni (lub nierozumiejący natury zaburzeń tożsamości płciowej) lekarze pierwszego kontaktu mogą odmówić zaordynowania odpowiedniej terapii. Przykładem takiej sytuacji była sprawa Roberta Eadsa, transmężczyzny (FtM), który zmarł z powodu nowotworu jajników.

### Misgenderowanie
Misgenderowanie (ang. misgendering) wedle Słownika Cambridge jest to stosowanie form gramatycznych odmiennych niż tożsamość płciowa danej osoby, które może obejmować zaimki oraz inne słowa odnoszące się do płci. Nie zawsze wynika to z niewiedzy, ale jest przejawem złej woli rozmówcy. W takim wypadku może być kwalifikowane jako zachowanie agresywne lub przemocowe. W 2020 roku Obserwatorium Językowe Uniwersytetu Warszawskiego zarejestrowało hasła: „misgenderować” oraz „zmisgenderować” (czas przeszły), zdefiniowane w słowach: „zwracać się do danej osoby lub mówić o niej używając rodzaju gramatycznego nieodpowiedniego dla tożsamości płciowej tej osoby”. 
Raport o skali i skutkach zjawiska, pod kątem korzystania z opieki zdrowotnej, został opublikowany w The medical journal of Australia w 2020 roku.

## Pojęcia pokrewne

### Transuprzedzenie
Transuprzedzenie to termin podobny do transfobii, odnoszący się do negatywnego wartościowania, stereotypowego postrzegania i dyskryminującego traktowania osób, których wygląd zewnętrzny lub identyfikacja nie pokrywa się z bieżącymi społecznymi oczekiwaniami lub typowymi pojęciami płci społecznej (genderu).
Transuprzedzenia mogą przejawiać się w formach podobnych do innych uprzedzeń, takich jak homofobia czy uprzedzenia płciowe. Według Blumenfelda (1992), homofobia funkcjonuje na czterech oddzielnych, acz wzajemnie powiązanych poziomach: osobistym, interpersonalnym, instytucjonalnym i kulturalnym (zwanym też zbiorowym lub społecznym). Założenia Blumenfelda zaadaptowane do kwestii transuprzedzeń wskazywałyby, że osobiste transuprzedzenia odnoszą się do systemu wartości (uprzedzeń) danej osoby względem osób transpłciowych. Interpersonalne transuprzedzenia byłyby widoczne, gdyby osobiste uprzedzenia przerodziły się w dyskryminujące zachowanie. Instytucjonalne transuprzedzenia można by zaobserwować w sposobach, jakimi instytucje rządowe, biznesowe, religijne, edukacyjne i zawodowe (np. społeczność medyczna) systematycznie dyskryminują osoby transpłciowe. Ostatecznie kulturowe transuprzedzenia odnosiłyby się do społecznych mechanizmów poznania wpływających na postawy wobec osób transpłciowych.

### Transmizoginia
Transmizoginia to pojęcie intersekcjonalne używane do określenia wyjątkowej formy dyskryminacji, z jaką spotykają się transkobiety (M/K czy też MtF) i która jest połączeniem transfobii i mizoginii. Mizoginia jest definiowana jako „nienawiść do kobiet”. Dlatego też transmizoginia obejmuje negatywne postawy, nienawiść i dyskryminację osób transpłciowych, które znajdują się po kobiecej stronie spektrum płci, zwłaszcza kobiet transpłciowych. Kobiety transseksualne doświadczają szczególnego rodzaju seksistowskiej marginalizacji opartej na ich unikalnej pozycji nakładania się opresji — są zarówno transseksualne, jak i kobiece. Są zdewaluowane przez społeczeństwo na obu płaszczyznach. Mówi się, że wiele transseksualistek doświadcza dodatkowej warstwy mizoginii w postaci fetyszyzmu; Serano mówi o tym, jak społeczeństwo postrzega transseksualne kobiety w sposób, który je seksualizuje, na przykład tranzycja ze względów erotycznych, lub sposoby postrzegania ich jako kobiety rozwiązłe seksualnie.

### Cisseksizm
Cisseksizm (także cisnormatywność) to system poglądów utrzymywany przez wielu ludzi w oparciu o założenie, że wszyscy ludzie są cisseksualni (nie-transpłciowi) oraz związana z tym dyskryminacja osób transpłciowych. Ponieważ założenie to jest głęboko zakorzenione w naszym społeczeństwie, wielu ludzi mówi i robi rzeczy, które są cisseksistowskie, nie zdając sobie z tego sprawy.
Ciseksizm i transfobia są z pewnością ze sobą powiązane, ale są to dwie nieco różne rzeczy. Transfobia jest często wyrażana jako zewnętrzne uprzedzenia, obrzydzenie lub nienawiść wobec osób transseksualnych. Ciseksizm jest znacznie subtelniejszą i być może bardziej rozpowszechnioną formą dyskryminacji osób transseksualnych i niebinarnych. Zachowania cisseksistowskie często występują w formie mikroagresji.